# Большая Кеть (посёлок)
Больша́я Кеть — посёлок в Пировском районе Красноярского края. Входит в состав Кетского сельсовета.

## География
Посёлок находится на берегу реки Кеть, на расстоянии примерно 30 км (по прямой) на запад от села Пировское, административного центра района.

### Климат
Климат в районе резко континентальный. Самый теплый месяц — июль, со средней температурой +17,8 °С, с абсолютным максимумом +34,6 °С. Самый холодный месяц — январь: средняя температура составляет –20,1 °С, абсолютный минимум –52,5 °С.

## История
Посёлок основан в 1726 году. В 1926 году учтено было 235 жителей. В советское время работал колхоз «Луч тайги».

## Население
| 2010 |
| ---- |
| 40   |

### Национальный состав
Согласно результатам переписи 2002 года, в национальной структуре населения русские составляли 75 % из 63 чел.